# James Hadley Chase
James Hadley Chase, pseudoniem voor René Brabazon Raymond (Londen, 26 december 1906 - Corseaux, Zwitserland 6 februari 1985) was een Brits schrijver, vooral van thrillers.

## Leven en werk
Chase werd geboren als zoon van een legerofficier, groeide op in Kent en had vervolgens diverse baantjes. Tijdens de Tweede Wereldoorlog diende hij in de Royal Air Force.
Na het lezen  van James M. Cains The Postman Always Rings Twice schreef Chase in 1939 binnen enkele weken zijn eerste boek, No Orchids for Miss Blandish (Nederlands: Geen orchideeën voor Miss Blandish), over een gekidnapte erfgename die in een permanente roes gebracht, wordt misbruikt door haar ontvoerder. Het werd een wereldwijde bestseller. 
Chase schreef vervolgens nog 96 andere romans, meest thrillers, veelal zich afspelend in het gangstermilieu van de Verenigde Staten. De kennis over die Amerikaanse wereld haalde Chase, als Engelsman, voornamelijk uit boeken.
Veel van Chase’ romans werden verfilmd.